# Elección complementaria de Chile de 1962
El 2 de septiembre de 1962 se realizó una elección parlamentaria complementaria para llenar la vacancia de un diputado en el Primer Distrito de la Séptima Agrupación Departamental, correspondiente a la provincia de Santiago, luego del fallecimiento del diputado conservador Humberto Pinto Díaz el 23 de junio del mismo año. La elección extraordinaria fue convocada mediante un decreto promulgado el 11 de julio de 1962.

## Candidatos
Los partidos que formaban la alianza de gobierno (Conservador Unido, Liberal y Radical), que se encontraban en conversaciones para formalizar una coalición política estable de cara a la elección presidencial de 1964, presentaron varias precandidaturas, entre ellas las de Juan de Dios Reyes, Marta Cruz Coke, Enrique Serrano y Fernando Coloma Reyes. El 19 de julio la directiva del Partido Conservador Unido (PCU) solicitó a Gustavo Monckeberg Barros que aceptara la candidatura a diputado, lo cual finalmente ocurrió el 23 del mismo mes, y su candidatura fue inscrita el 1 de agosto.
El Partido Democrático Nacional (PADENA), integrante del Frente de Acción Popular (FRAP), comenzó a discutir en los días posteriores al fallecimiento de Humberto Pinto las precandidaturas, entre las que se encontraban las de Sergio Recabarren Valenzuela, Humberto Martones Morales y Javier Lira Merino. Los demás partidos integrantes del FRAP también evaluaron otras candidaturas, como las de María Maluenda (PCCh) y Mario Palestro (PS). Finalmente, el 20 de julio Recabarren fue proclamado candidato del FRAP a la elección extraordinaria.
El Partido Demócrata Cristiano (PDC) contempló entre sus potenciales candidatos a Juan de Dios Carmona, José Isla y Bernardo Leighton, decantándose finalmente por este último al proclamarlo como postulante oficial el 23 de julio, siendo inscrito en la Dirección del Registro Electoral el 27 del mismo mes.

## Campaña
El 13 de agosto finalizó el plazo para inscribir candidaturas, y el 15 del mismo mes se realizó el sorteo de la ubicación en la cédula de votación, quedando en primer lugar Gustavo Monckeberg, seguido de Sergio Recabarren y Bernardo Leighton.
El 10 de agosto se realizó en el programa Primer plano de Canal 9 de la Universidad de Chile, presentado por Patricio Bañados, una entrevista simultánea —realizada por Adolfo Yankelevich— a los tres candidatos a diputado; es considerada como la primera ocasión en que los políticos aparecían en las pantallas de la naciente televisión chilena presentando sus propuestas.

## Resultados
Los resultados de la elección fueron los siguientes:
|  | 45.25 % |

|  | 31.43 % |

|  | 23.32 % |